# Toutatis (Parc Astérix)
Toutatis im Parc Astérix (Plailly, Hauts-de-France, Frankreich) ist eine Stahlachterbahn vom Modell LSM Launch Coaster des Herstellers Intamin, die am 8. April 2023 eröffnet wurde.
Zum Zeitpunkt ihrer Eröffnung ist sie die höchste und schnellste Achterbahn Frankreichs.

## Fahrt
Die 1075 m lange Strecke erreicht eine Höhe von 51 m und besitzt ein maximales Gefälle von 101°. Die tatsächlich von den Zügen pro Runde absolvierte Strecke beträgt allerdings 1361 m, da die Züge auf einem Streckenabschnitt zunächst den Outside-Top-Hat nicht überwinden, zurückrollen, weiter beschleunigt werden, wobei sie einen Turm erklimmen, um bei der darauffolgenden Vorwärtsfahrt weiter beschleunigt zu werden, um dann den Top-Hat zu überwinden. Die Züge werden über mehrere LSM-Abschüsse auf eine Höchstgeschwindigkeit von 107 km/h beschleunigt und durchfahren drei Inversionen: zwei Zero-g-Stalls und eine Barrel-Roll.

## Züge
Toutaris besitzt drei Züge mit jeweils fünf Wagen. In jedem Wagen können vier Personen (zwei Reihen à zwei Personen) Platz nehmen.

## Auszeichnungen
Der Betreiber Parc Astérix wurde 2024 mit dem Neuheitenpreis FKF-Award des Freundeskreis Kirmes und Freizeitparks e.V. als beste europäische Neuheit in der Kategorie Achterbahn des Jahres 2023 ausgezeichnet.

## Videos
Parc Astérix: TOUTATIS – Première vidéo On-ride (POV) – Parc Astérix 2023 auf YouTube, 23. März 2023, abgerufen am 23. April 2023 (Laufzeit: 1:28 min).